# Süddinker
Süddinker ist ein bis heute ländlich geprägter Ortsteil der westfälischen Stadt Hamm.

## Geographie

### Lage
Süddinker liegt im Südosten der Stadt Hamm.

### Nachbargemeinden
Süddinker grenzte im Jahr 1967 im Uhrzeigersinn im Süden beginnend an die Gemeinden Wambeln, Allen, Osttünnen, Vöckinghausen und Norddinker (alle heute zu Hamm) sowie Dorfwelver und Illingen (beide heute zu Welver).

## Geschichte
Süddinker wurde urkundlich 1251 erstmals als Suthdinchere erwähnt. 1276 der Ort urkundlich Suthdinghere, 1282 Sudhinckere und 1392 Sutdinkere genannt.
Süddinker gehörte im Spätmittelalter und der Frühen Neuzeit in eigener Bauerschaft (Suytdynckeren) im Amt Hamm zur Grafschaft Mark. Laut dem Schatzbuch der Grafschaft Mark von 1486 hatten die 21 Steuerpflichtigen in der Bauerschaft zwischen 1 oirt und 6 Goldgulden an Abgabe zu leisten. Im Jahr 1705 waren in der Bauerschaft Suidt Dincker 26 Steuerpflichtige mit Abgaben an die Rentei Hamm im Kataster verzeichnet.
Im 19. Jahrhundert gehörte Süddinker bei der Errichtung der Ämter in der preußischen Provinz Westfalen zum Amt Rhynern im Kreis Hamm. Im Jahr 1885 gab es in der Landgemeinde Süd Dinker auf 553 ha Fläche, davon 411 ha Ackerland, 15 ha Wiesen, 37 ha Holzungen, 1 Wohnplatz, 47 Wohnhäuser mit 54 Haushaltungen und 321 Einwohner.
Anlässlich der Auskreisung der Stadt Hamm am 1. April 1901 wurde aus dem Kreis der Landkreis Hamm. Nach einer Gebietserweiterung im Jahr 1929 wurde dieser im Oktober 1930 in Kreis Unna umbenannt.
Am 1. Januar 1968 wurden die Gemeinden Allen, Freiske, Hilbeck, Osterflierich, Osttünnen, Rhynern, Süddinker und Wambeln zur neuen Gemeinde Rhynern zusammengeschlossen. Diese blieb jedoch nur bis zum 31. Dezember 1974 bestehen, am folgenden Tag wurde sie aufgeteilt: Süddinker wechselte mit dem Hauptteil dieser Gemeinde (6187 Einwohner, die auf 44,79 km² wohnten) in die kreisfreie Stadt Hamm. Der Ortsteil Hilbeck (9,96 km² mit 856 Einwohnern) wurde nach Werl im Kreis Soest umgegliedert.

## Einwohnerentwicklung
| Jahr | Einwohner |
| ---- | --------- |
| 1849 | 355       |
| 1910 | 347       |
| 1931 | 320       |
| 1956 | 373       |
| 1961 | 323       |

## Verkehr
Die Landesstraße 667 verbindet Süddinker mit Rhynern, Dorfwelver, Norddinker und Uentrop. Die direkte Verbindung von Süd- nach Norddinker ist unterbrochen, da die Brücke über die Ahse zwischen diesen beiden Orten nicht wieder aufgebaut wurde.
Die Kreisstraße 1 führt über Ost- und Westtünnen nach Hamm. Die Kreisstraße 14 verbindet Süddinker über Illingen mit Scheidingen.
In Süddinker gibt es keinen öffentlichen Personennahverkehr.